# Ulriksdals ekonomibyggnad

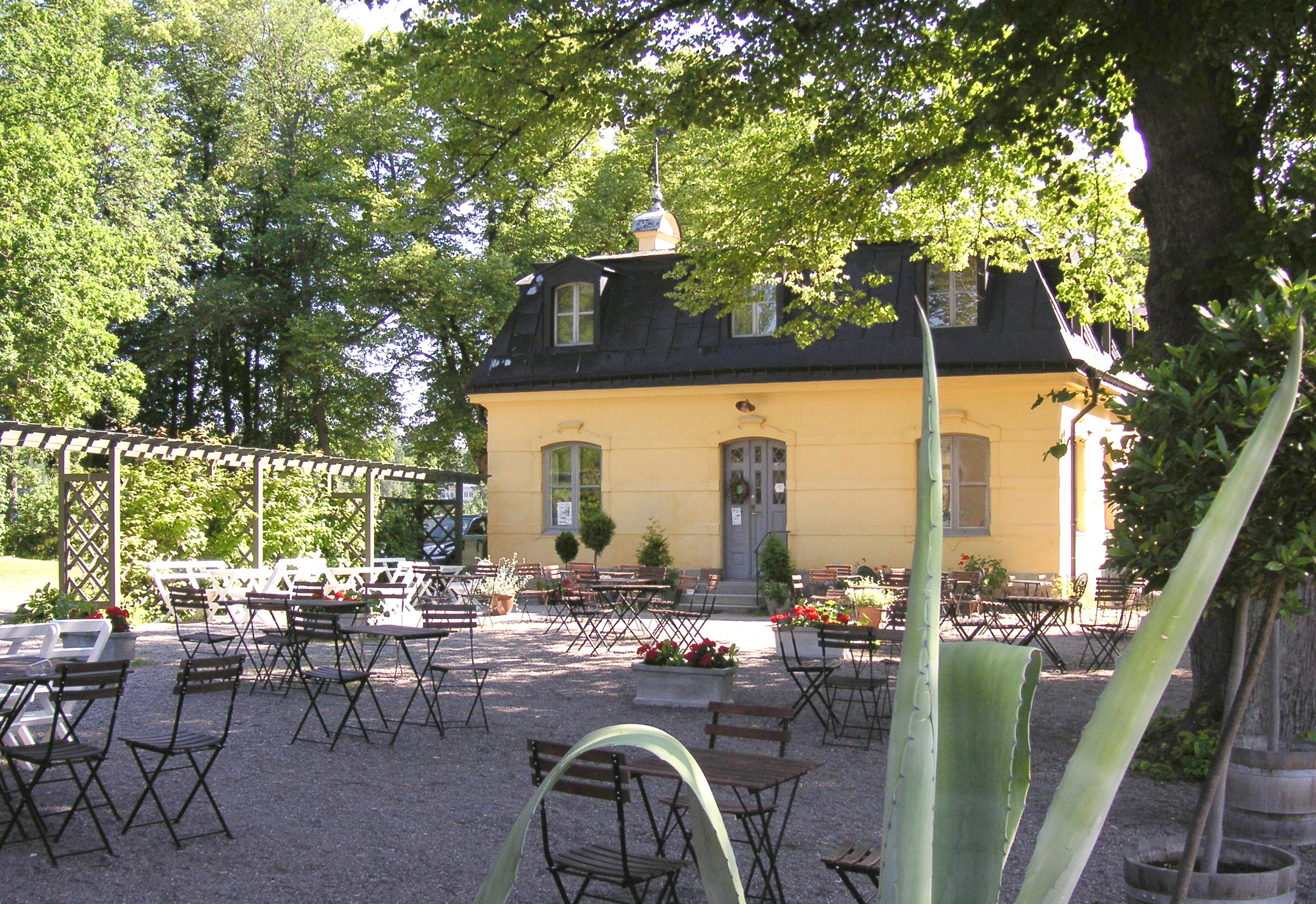
Ekonomibyggnaden och f.d. slottscaféet, sommaren 2006.

Ulriksdals ekonomibyggnad (även kallat Ekonomibyggnaden) är en kulturhistoriskt värdefull byggnad uppförd 1861–1862  Ulriksdals slottsområde i Solna. Huset inhyste ursprungligen slottets kök och kommer att så småningom innehålla Ulriksdals Besökscentrum. Huset ligger på slottsfastigheten Ulriksdal 2:3 som är ett statligt byggnadsminne sedan år 1935.

## Historik

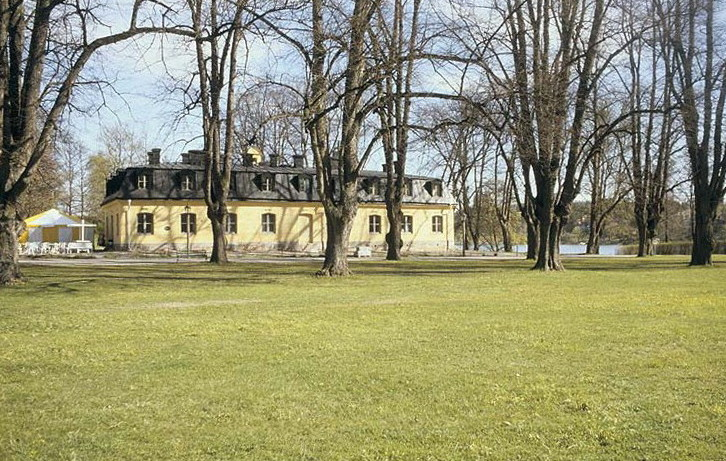
Ekonomibyggnaden sett från söder, april 1990.

Byggnaden för Ulriksdals första slottskök låg direkt norr om slottet. Köksbyggnaden uppfördes på 1600-talet och revs under Karl XV:s tid på 1860-talet. Ett nytt Slottskök inreddes i en nyuppförd Ekonomibyggnad strax väster om det gamla köket. Utöver Slottskök rymde byggnaden även logi för kökspersonalen. För ritningarna stod arkitekt Fredrik Wilhelm Scholander som utförde flera arkitektuppdrag åt Karl XV på Ulriksdal. Under Gustav VI Adolfs tid på Ulriksdals Slott var Högvakten placerad i Ekonomibyggnaden 
Huset är en putsad tegelbyggnad om 2 våningar under ett brutet och valmat plåttäckt sadeltak som tidigare varit dekorerat med runda plåtklot på varje takfönsters nock. Ekonomibyggnadens fönster hade även fönsterluckor. Framsidan som vetter mot norr domineras av en två våningar hög utbyggnad, krönt av ett litet klocktorn samt putsad dekor. Det nya köket inreddes med 4-5 järnspisar vilka var en nymodighet vid tiden samt en inbyggd bakugn. När Ulriksdal elektrifierades 1910 flyttades köket in i Slottets norra flygel.
Utöver ett blivande besökscentrum finns en lägenhet, en offentlig toalett och på övervåningen WWFs kontor där det tidigare var kökspersonalens rum. Närmaste i väster ligger Orangerimuseet.

### Bilder

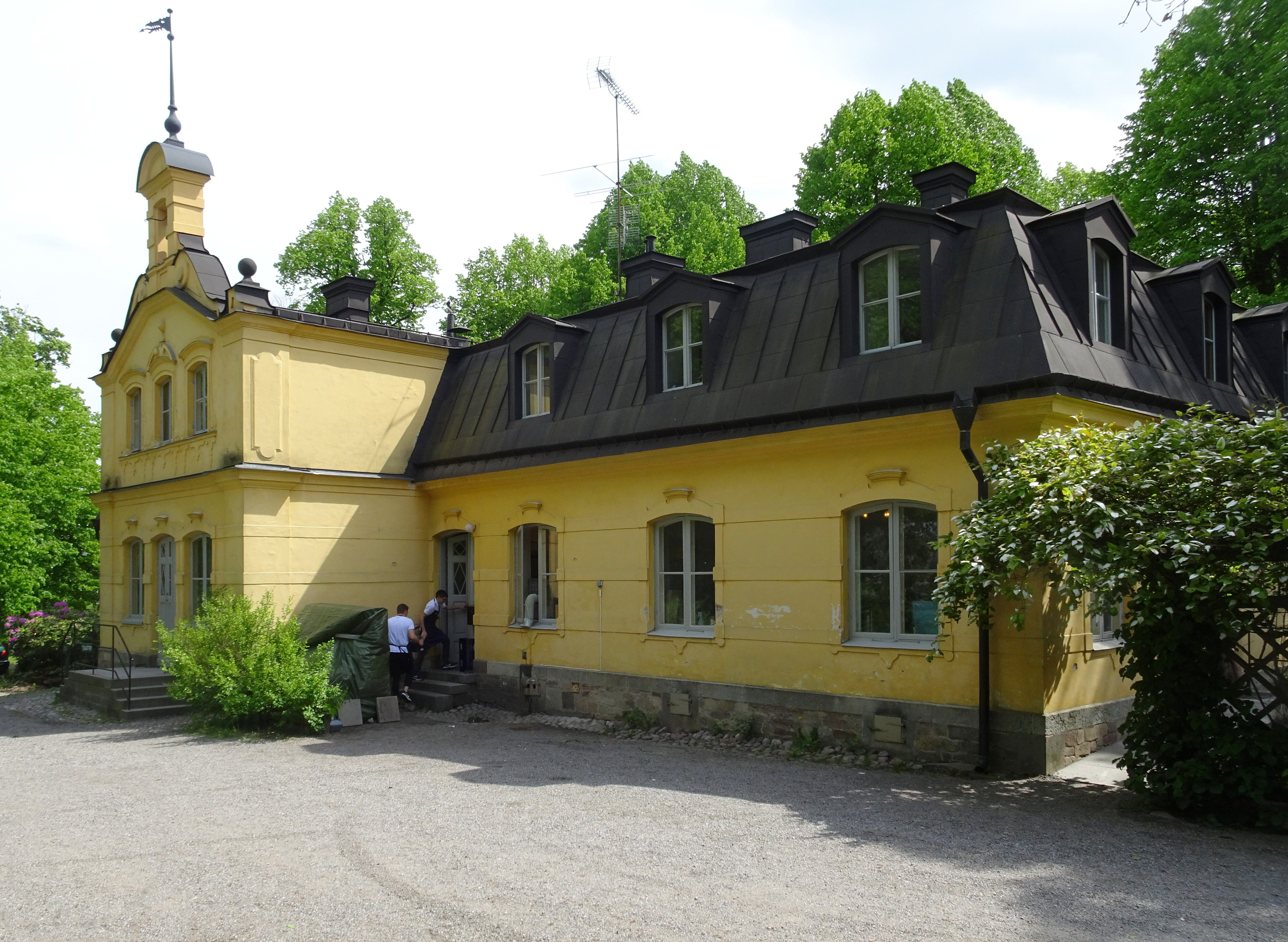
Ekonomibyggnadens framsida, fasad mot norr, juni 2020.
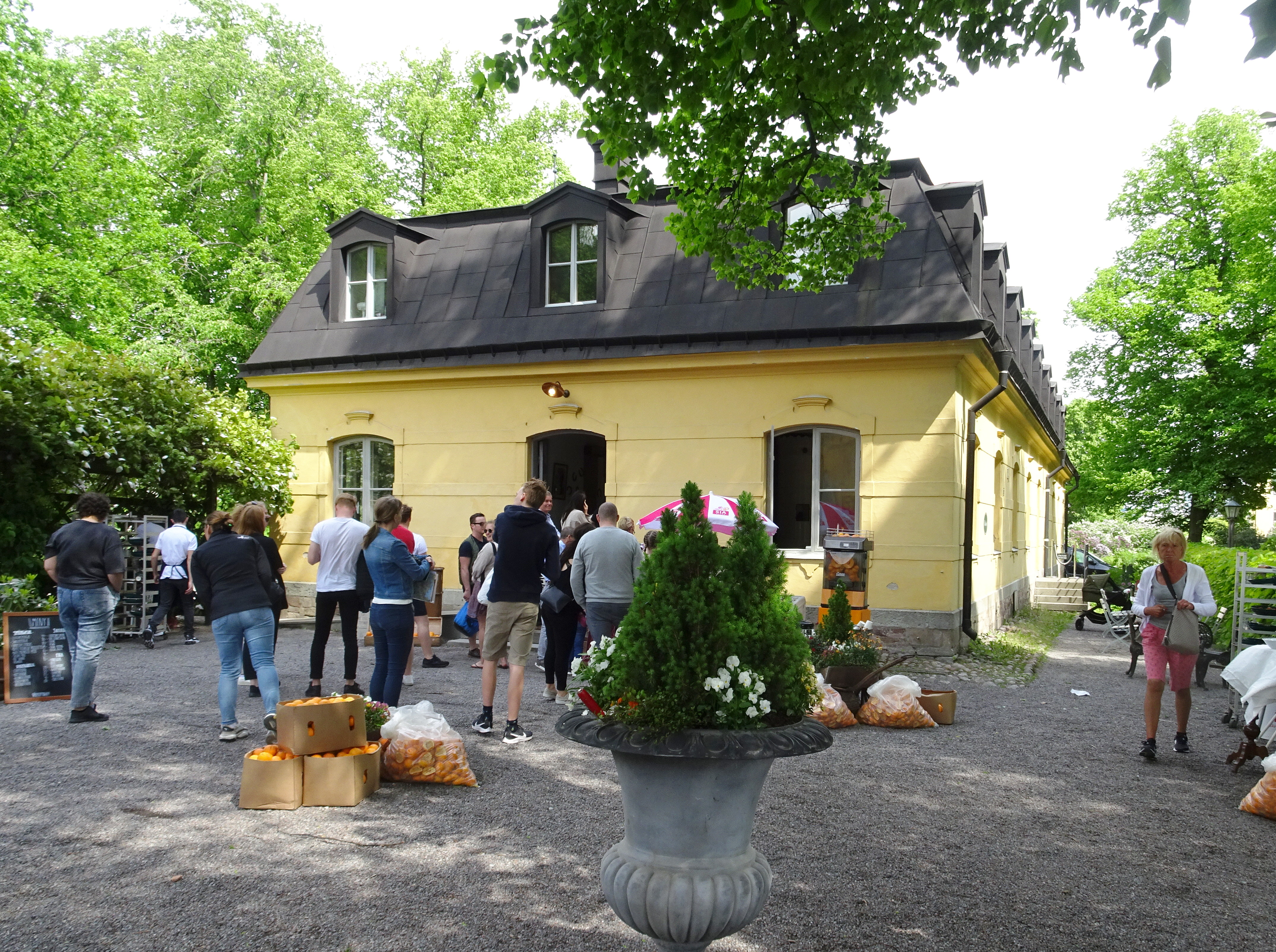
Ekonomibyggnadens västra del, våren 2020.
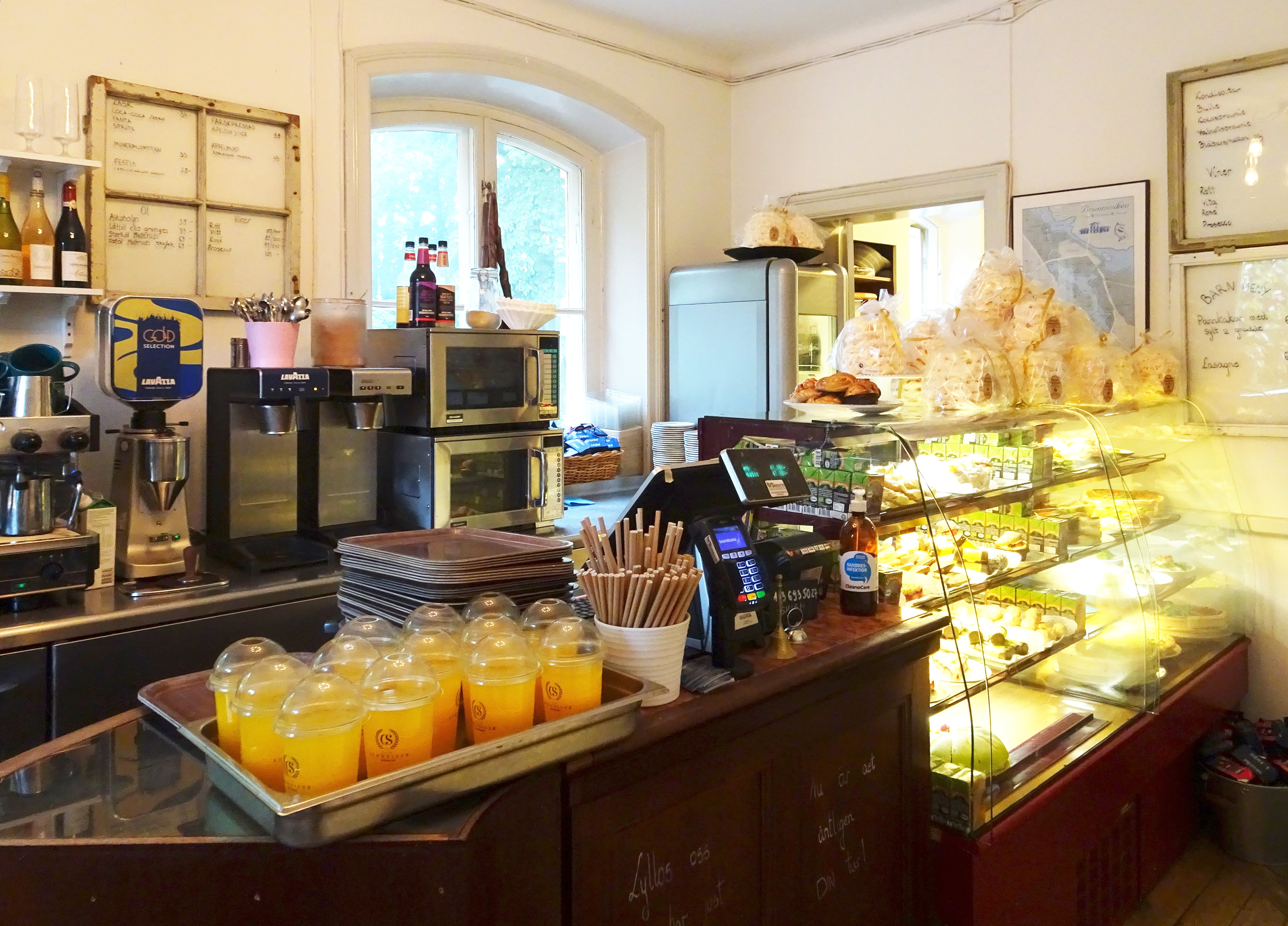
Det f.d.Slottscaféets interiör.
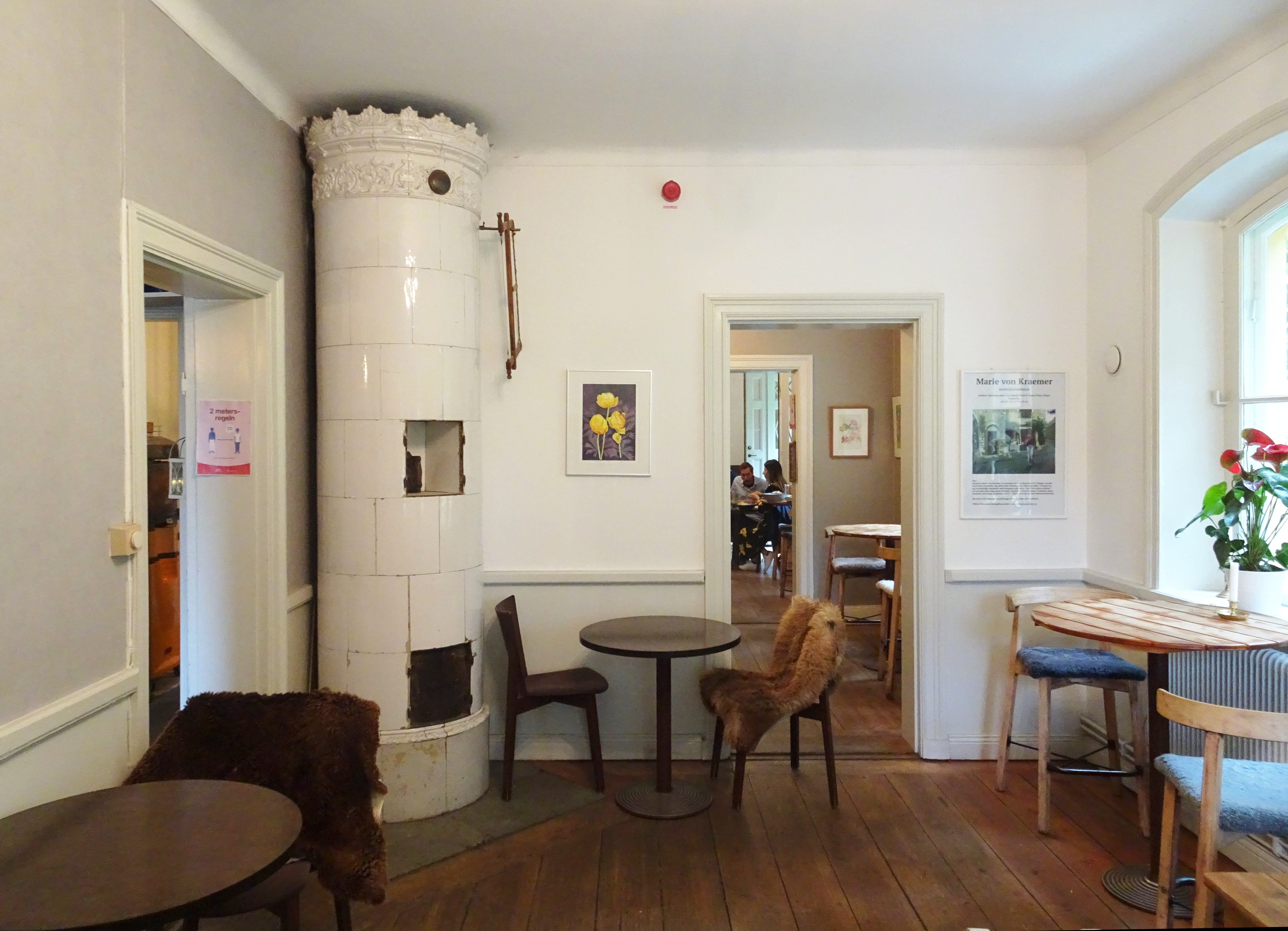
Det f.d. Slottscaféets interiör.
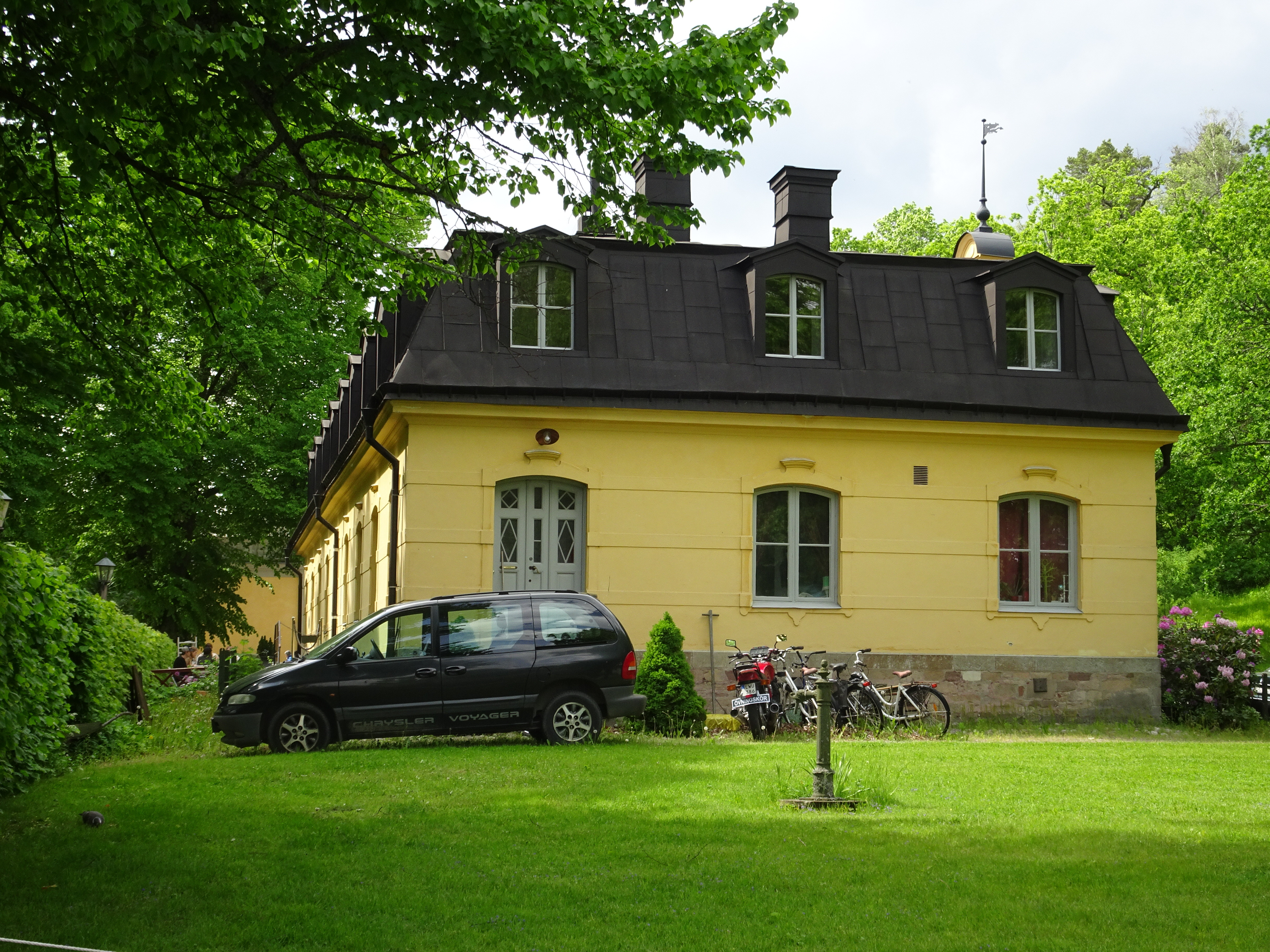
Fasad mot öster, Privat Bostad 2020.